# Мердер, Павел Карлович
Павел Карлович Мердер (1797 — 24 апреля 1873) — генерал-лейтенант, участник Кавказской войны.
Родился в 1797 году, в Белицке[уточнить] Могилёвской губернии, сын Белицкого городничего, отставного секунд-майора Белорусского гусарского полка, происходил из дворянского рода Лифляндской и Могилёвской губерний, имевшего саксонские корни.
Образование получил в 1-м кадетском корпусе и 27 мая 1812 года выпущен прапорщиком в Санкт-Петербургский гренадерский полк.
В Отечественную войну 1812 года Мердер находился в сражениях с французами при Динабурге и Полоцке. В Заграничной кампании 1813—1814 годов он был в делах при Дрездене, Кульме и Лейпциге.
В 1817 году произведён в майоры (по другим данным чин капитана он получил лишь в 1820 году), в 1821 году переведён в лейб-гвардии Семёновский полк, в 1826 году получил чин полковника с переводом в лейб-гвардии Измайловский полк.
С 1827 года Мердер состоял в Отдельном корпусе жандармов. 3 марта 1835 года произведён в генерал-майоры с назначением состоять по армии и в том же году назначен окружным генералом 6-го округа Отдельного корпуса внутренней стражи.
В 1847 году Мердер был переведён в Отдельный Кавказский корпус, где был назначен командиром 1-й бригады Кавказских линейных батальонов. На Кавказе Мердер находился до середины 1850-х годов и за это время неоднократно принимал участие в походах против горцев.
Произведённый 27 марта 1855 года в генерал-лейтенанты Мердер 15 июня 1856 года был назначен сенатором. По 1 января 1866 года присутствовал в 1-м отделении 6-го департамента, а затем в 8-м департаменте Правительствующего сената.
Скончался Мердер 24 апреля 1873 года в Москве, похоронен на кладбище при Покровской епархиальной общение сестёр милосердия.
Его брат Карл Карлович Мердер был генерал-майором и воспитателем наследника цесаревича Александра Николаевича. Командир 4-го гренадерского Несвижского полка полковник Павел Карлович Мердер-младший приходился Павлу Карловичу племянником.

## Награды
- Орден Святого Георгия 4-й степени (29 ноября 1837 года, за беспорочную выслугу 25 лет в офицерских чинах, № 5526 по кавалерскому списку Григоровича — Степанова)
- Орден Святого Владимира 3-й степени (1843)
- Орден Святого Станислава 1-й степени (6 декабря 1848 года)
- Орден Святой Анны 1-й степени (3 апреля 1851 года)
- императорская корона к Ордену Святой Анны 1-й степени (6 декабря 1853 года)
- Знак отличия за XL лет беспорочной службы (1855)
- Орден Святого Владимира 2-й степени (1 января 1861 года)
- Орден Белого орла (1870)